# Mircea Moisa
Mircea Moisa (n. 11 ianuarie 1939, județul Bistrița-Năsăud) este un cântăreț de operă, bas, prim solist al Operei Române din Cluj Napoca.
La vârsta de șapte ani s-a mutat cu toată familia la Cluj. Contactul cu scena l-a avut la 15 ani, atunci când a fost selectat pentru a face figurație în cadrul unor spectacole.

## Cariera muzicală
Deși este licențiat în drept, a preferat cariera muzicală.
Din august 1960 a fost angajat în corul Operei Române Cluj. În postura de corist i s-au încredințat numeroase roluri mici și mijlocii, iar în 1968, în urma unui concurs (cu rolul De Silva din Ernani de Giuseppe Verdi și Colline din Boema de Giacomo Puccini), a fost promovat ca solist.
A absolvit Conservatorul din Cluj, la clasa de canto a maestrei Lucia Stănescu - artist emerit și a prof. Alexandru Farcaș.
Este laureat al concursurilor internaționale de canto Francisco Vignas Barcelona, s’Hertogenbosch Olanda și H. von Karajan, Berlin.
De la data angajării a activat fără întrerupere în aceasta instituție, interpretând cele mai diverse roluri în sute de spectacole.
A participat la toate turneele externe ale instituției, începând cu 1972 (Italia, Olanda, Germania, Cehoslovacia, Rusia etc.) și a colaborat ca invitat la toate teatrele de operă din țară și la câteva din străinătate (Budapesta, Viena, Sofia).
Are colaborări cu orchestre simfonice din România precum și cu cele din Berlin, Madrid, Toledo și Cordoba, într-un bogat repertoriu vocal-simfonic (Bach, Mozart, Rossini, Beethoven, Verdi etc.).
A realizat numeroase înregistrări în colaborare cu Orchestra Națională Radio din București și cu cea din Berlin, cu repertoriu de arii din opere românești și universale, oratorii (Haendel, Bach, Șostakovici, Paul Constantinescu, Sigismund Toduță și altele). A înregistrat numeroase cicluri de lieduri ale compozitorilor români și universali (Tudor Jarda, Pascal Bentoiu, Felicia Donceanu, Manuel de Falla, Franz Schubert, Robert Schumann, Hugo Wolf etc.). A înregistrat și discuri cu arii din opere, opere complete, oratorii, unele în prima audiție absolută (Sigismund Toduță).
În 1991 a fost selectat, dintr-un număr de câteva sute de soliști din toată Europa, pentru a interpreta rolul principal din  Don Giovanni, alături de ansamblul operei Kammeroper din Viena, efectuând apoi și un lung turneu în Japonia și Coreea de Sud.
Toate cronicile de presă din România sau străinătate, au fost în unanimitate elogioase, referitoare la prestația sa vocală și scenică.
Acumulând o mare experiență profesională prin activitate scenică, cât și din multitudinea de întâlniri cu dirijori, regizori și parteneri (italieni, germani, ruși, japonezi, americani, turci, coreeni), a devenit un pasionat pedagog de canto și interpretare. A avut cursuri de Master Class la Wiener Hochschule der Musik și la Conservatoarele din Luxemburg și Ostrava.

## Repertoriu

### Roluri principale de bas
Verdi
- Ernani : De Silva
- Don Carlos : Filip II

Puccini
- Turandot : Timur
- Mantaua : Talpa

Cimarosa
- Căsătoria secretă : Contele Robinson

Donizetti
- Elixirul dragostei : Dulcamara
- Lucia di Lammermoor : Raymondo
- Don Pasquale: Don Pasquale

Leoncavallo
- Paiațe : Tonio

Ponchielli
- Gioconda : Alvise

Smetana
- Mireasa vândută : Ketzal

Flotow
- Martha : Planket

Gounod
- Faust : Mefisto

Mozart
- Răpirea din Serai : Osmin
- Nunta lui Figaro : Figaro
- Don Giovanni : Leporello
- Cosi fan tutte : Don Alfonso

A. Mendelsohn
- Michelangelo : Michelangelo

Jarda
- Pădurea Vulturilor : Niculae

P. Constantinescu
- O noapte furtunoasă : Jupân Dumitrache

### Alte roluri
- Verdi: Aida: Sacerdote, il Re

Trubadurul: Ferrando
Rigoletto: Sparafucile, Monterone
Traviata: Baron, Marchiz, Doctor
Falstaff: Pistola
Nabucco: Grande Sacerdote
Bal mascat: Samuel
Othello: Ludovico
- Puccini: Tosca: Angelotti

Cio Cio san: Bonzo, Comisar imperial
Fata din vest: Harry
Giani Schicchi: Betto
- Rossini: Bărbierul din Sevilla: Don Basilio, Fiorello

La Cenerentola: Alcindor
- Ceaikovski: Evgheni Oneghin: Conte Gremin
- Saint-Saëns : Samson și Dalila: evreul bătrân
- Bizet : Carmen : Zuniga
- Massenet : Werther : Johann
- Mussorgski: Boris Godunov: Pimen
- Wagner: Inelul Nibelungilor: Pfafner
- Mozart: Flautul fermecat: Sarastro, Spercher

La clemenza di Tito:  Publius
- Enescu: Oedipe: Marele preot
- H. Klee: Făt frumos: Zmeul
- Zirra: Capra cu trei iezi: Lupul
- Trăilescu: Motanul încălțat: Marele dregător
- Lehar: Văduva veselă: Zeta
- Strauss: Voievodul țiganilor: Contele Karnero

Liliacul: Blind
- Loewe: My fair lady: Pickering